# Хоран, Найл
Найл Джеймс Хо́ран (англ. Niall James Horan; род. 13 сентября 1993, Маллингар, Уэстмит, Ирландия) — ирландский певец, получивший известность благодаря группе One Direction и участию в шоу The X Factor в 2010 году.

## Биография
Найл родился в небольшом провинциальном городке Маллингар в Ирландии 13 сентября 1993 года. Мать Найла — Маура Галлахер, отец — Бобби Хоран. У него есть старший брат — Грег. Отец и мать Найла развелись, когда ему было 5 лет. Найл и Грег жили в течение четырёх лет то с матерью, то с отцом. В итоге они решили переселиться к отцу, в Маллингар. Мать Найла вышла замуж и живёт со своим мужем Крисом в Мяхас-Тримь, графстве Лонгфорд.

## Школьные годы и начало творческого пути
Найл учился в христианской школе для мальчиков и пел в местном церковном хоре. Музыкальные таланты у Найла раскрылись в раннем детстве, и, видя тягу сына к музыке, отец подарил ему на Рождество гитару. Со временем близкие стали положительно отмечать вокальные способности Найла. Как вспоминает сам исполнитель, он с ранних лет представлял себя в мечтах лишь на сцене. Кумиром его детства был певец Майкл Бубле и он всегда стремился быть на него похожим.

## The X Factorи дальнейшая карьера
Целью участия Найла в проекте The X Factor была дальнейшая сольная карьера. Однако, по предложению судьи Николь Шерзингер, он, и ещё 4 участника, Лиам Пейн, Луи Томлинсон, Гарри Стайлз и Зейн Малик, были объединены в одну группу. В итоге новоиспечённый бой-бенд занял третье место на конкурсе. После окончания шоу группа подписала контракт с лейблом Syco Music. В ноябре 2011 года вышел их дебютный альбом Up All Night. Далее группа выпустила ещё 4 альбома: Take Me Home (2012), Midnight Memories (2013), Four (2014) и Made in the A.M. (2015).
В сентябре 2016 года было объявлено, что Найл подписал контракт с лейблом Capitol Records как сольный исполнитель. В этом же месяце он опубликовал свой дебютный сольный сингл под названием «This Town». 4 мая 2017 года он представил свою новую песню «Slow Hands».
В ноябре 2017 года вышел дебютный альбом Flicker, который в первую неделю релиза достиг первого места в хит-парадах США, Канады, Ирландии и третьего места в Великобритании.

## Фильмография
| Год       | Русское название              | Оригинальное название                          | Роль                           |
| --------- | ----------------------------- | ---------------------------------------------- | ------------------------------ |
| 2010      | The X Factor (телешоу)        | The X Factor                                   | Играет самого себя             |
| 2012      | АйКарли                       | iCarly                                         | Играет самого себя (1 эпизод)  |
| 2012-2014 | Saturday Night Live (телешоу) | Saturday Night Live                            | Играет самого себя (3 эпизода) |
| 2013      | One Direction: Это мы         | One Direction: This Is Us                      | Играет самого себя             |
| 2014      | One Direction: Где мы сейчас  | One Direction: Where We Are — The Concert Film | Играет самого себя             |
| 2014      |                               | One Direction: The TV Special                  | Играет самого себя             |